# サン・ジョルディ十字勲章

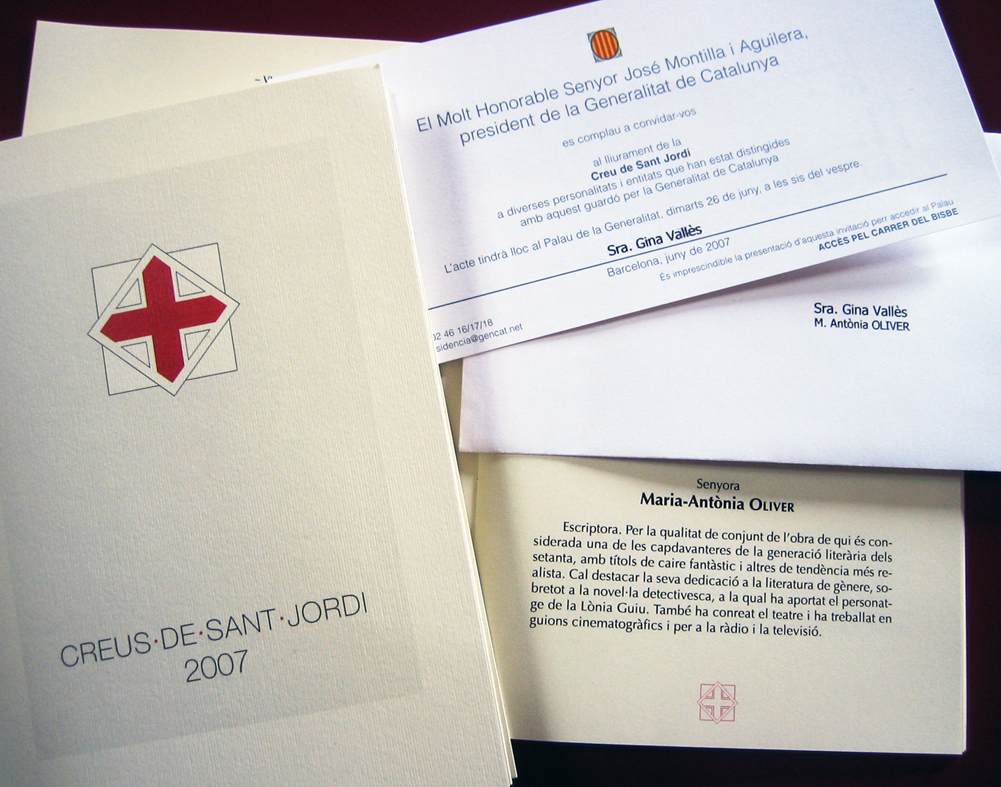
2007年のサン・ジョルディ十字勲章

サン・ジョルディ十字勲章（カタルーニャ語: Creu de Sant Jordi、カタルーニャ語発音: [ˈkɾɛw ðə ˈsaɲ ˈʒɔɾði]）は、スペインのカタルーニャ州政府が授与する勲章。

## 特色
カタルーニャ州発足後の1981年に制定された、名称は聖ゲオルギウス十字に由来し、聖ゲオルギオスはカタルーニャ地方の守護聖人である。カタルーニャ州政府によって民間人に与えられる高位の勲章であり、サン・ジョルディ十字勲章を上回るのはカタルーニャ州政府ゴールドメダルのみである。
2017年、女優のロサ・マリア・サルダは勲章を返還した。映画監督のイザベル・コイシェは何度か授与される機会を逃したことを後悔している。

## 主な受章者

### 1980年代
- ハビエル・モンサルバーチェ - 作曲家。1983年受章。
- アルベルト・ラフォルス・カサマダ - 画家。1983年受章。
- テテ・モントリュー - ピアニスト。1983年受章。
- マヌエル・バスケス・モンタルバン - 小説家。1985年受章。
- ジェルマ・コロン - 言語学者。1985年受章。
- カミーロ・ホセ・セラ - 小説家。1986年受章。
- ホアキン・オムス - 作曲家。1986年受章。
- ガストン・トルン - 政治家。1986年受章。

### 1990年代
- ジョルディ・サバール - 弦楽器奏者。1990年受章。
- ザビア・クガート - 作曲家。1990年受章。
- 久米豊 - 日産自動車社長。1990年受章[4]。
- ジュアン・ウロー - 生化学者。1991年受章。
- ミシェル・メスリン - 宗教学者。1992年受章。
- エンリーク・ヴァロール・イ・ヴィーヴェス - 言語学者。1993年受章。
- リカルド・ボフィル - 建築家。1993年受章。
- サンティアゴ・カラトラバ - 建築家。1994年受章。
- ホルヘ・センプルン - 著作家。1995年受章。
- ルイス・クラレ - チェロ奏者。1996年受章。
- 盛田昭夫 - ソニー創業者。1996年受章[4]。
- ラモン・マルガレフ - 生物学者。1997年受章。
- マヌエル・アウセンシ - バリトン歌手。1997年受章。
- マイケル・ポーター - 経営学者。1998年受章。
- ラファエル・アルベルティ - 詩人。1999年受章。
- ホセ・ラファエル・モネオ - 建築家。1999年受章。
- アントニア・ビセンス・イ・ピコルネリ - 著作家。1999年受章。

### 2000年代
- ジョルディ・サバテール・ピ - 動物学者。2000年受章。
- フェラン・アドリア - 料理人。2002年受章。
- アレックス・クリビーレ - ロードレースライダー。2002年受章。
- ミゲル・ポブレット - 自転車競技選手。2002年受章。
- 田澤耕 - カタルーニャ語・スペイン文化研究者。2003年受章。
- マルーハ・トーレス - ジャーナリスト。2004年受章。
- カルメ・ルスカイェーダ - 料理人。2004年受章。
- マニュエル・カステル - 社会学者。2006年受章。
- イザベル・コイシェ - 映画監督。2006年受章。
- フランツ＝パウル・デッカー - 指揮者。2006年受章。
- ヨハン・クライフ - サッカー選手。2006年受章。
- バーバラ・ヘンドリックス - 声楽家。2006年受章。
- ジュゼプ・メストレス・クアドレニ - 作曲家。2006年受章。
- アナ・マリア・マトゥテ - 著作家。2009年受章。

### 2010年代
- ステファノ・グロンドーナ - ギタリスト。2011年受章。
- ジャウメ・プレンサ - 彫刻家。2012年受章。
- エマ・ビララサウ - 2015年受章。
- 谷喜久郎 - 日本・カタルーニャ友好親善協会創設者。日本におけるサン・ジョルディの日の普及推進者。2016年受章[4]。
- ヘマ・メングアル - アーティスティックスイミング選手。2017年受章。
- カルマ・チャコン - 政治家。2017年受章。
- リオネル・メッシ - サッカー選手。2019年受章。

### 2020年代
- ミケル・バルセロ - 画家。2020年受章。